# Islahiye
Islahiye este un oraș din provincia Gaziantep, sud-estul Turciei.